# رالف دوباس
رالف دوباس (بالإنجليزية: Ralph Dupas)‏ كان ملاكم محترف أمريكي صنّف ضمن فئة وزن خفيف المتوسط. حقق بطولة رابطة الملاكمة العالمية وبطولة المجلس العالمي للملاكمة.

## إحصائيات
خاض خلال مسيرته 135 نزالا، فاز في 106 وتعادل في 6 وخسر في 23. فاز بالضربة القاضية في 19 نزالا.

## روابط خارجية
- رالف دوباس على موقع بوكس ريك (الإنجليزية) (registration required)
- رالف دوباس على موقع قاعة لويزيانا للمشاهير الرياضية (الإنجليزية)